# Castello normanno (Adrano)
Il castello normanno, meglio definito dongione, di Adrano è una dongione eretta nell'XI secolo.
Il castello a cui apparteneva, insieme a quelli vicini e simili di Paternò e Motta, rientrerebbe in un sistema difensivo di età normanna volto a controllare la valle del Simeto, il pieno controllo di Catania e dei passi che portavano a Troina, Regalbuto e Randazzo. In quest'ottica può essere messo in relazione con il Ponte dei Saraceni.

## Storia
Fu costruito per volere di Ruggero I di Sicilia dopo il 1073, su modello dei dongioni anglo-normanni.
Dopo il dominio normanno, fu nei secoli proprietà di diverse dinastie siciliane, tra le quali i Moncada, i Peralta, gli Sclafani, dal 1754 i conti Alvarez di Toledo fino al 1797, quando ne prese possesso il principe Luigi Moncada Ventimiglia Aragona, e rimase di proprietà dei Moncada Ventimiglia fino al 1920.
Dal 1959 è sede del museo archeologico regionale "Saro Franco" e all'interno si trovano anche la galleria d'arte contemporanea, una pinacoteca, l'archivio storico e collezioni etnoantropologiche.

## Architettura
La torre ha una pianta rettangolare che misura 20 m per 16,70 m e un'altezza che raggiunge i 34 metri e la struttura è suddivisa in sei livelli.
Il piano terra presenta due ambienti, ciascuno dei quali è definito da tre campate; un muro longitudinale divide i due spazi e all'interno del muro vi è una scala che permette di accedere al primo piano, sul quale si estendono due grandi saloni e un arco ogivale che apre la scala per l'accesso al secondo piano.
Un muro divide in due parti il secondo piano; il vano meridionale intorno al 1500 venne suddiviso in due parti e venne così creata una cappella di pianta rettangolare, con abside e doppia volta a crociera a costoloni inserita nello spessore del muro.
Su per le scale si accede al terzo piano, anch'esso diviso in due zone.

## Il museo archeologico
Il museo è gestito dalla Regione Siciliana, dal 2019 attraverso il polo regionale "Parco Archeologico e Paesaggistico di Catania e della Valle dell'Aci".
Occupa quasi completamente i quattro piani del Castello Normanno di Adrano, ed espone reperti archeologici databili dall'età neolitica (6500 – 3500 a.C.) fino al medioevo (XI secolo d.C.).
All'ingresso del museo sono posti due leoni di pietra lavica che riportano lo stemma del Casato Sclafani–Moncada, le dinastie che governarono Adrano nel Medioevo.
I due saloni del piano terra sono dedicati all'esposizione di reperti preistorici, vi sono esposti vasi e strumenti di pietra e di osso dell'età neolitica e della prima età dei metalli e le urne vascolari dell'età del bronzo antico, ritrovate all'interno delle grotte di scorrimento lavico del Parco dell'Etna (tra Adrano e Biancavilla).

Nel salone del primo piano, prosegue l'esposizione dei materiali preistorici, oggetti che vanno dall'età del bronzo antico, al medio e a quello finale, ritrovati nel territorio di Adrano.
Il secondo piano del Castello è dedicato ai reperti di età storica.

Nella prima sala sono esposti quelli provenienti dall'antica città del Mendolito.
Imponenti le colonne di pietra lavica con capitelli ionici e l'elmo calcidese proveniente dalla necropoli meridionale della città. Da segnalare inoltre la "divinità sicula" del ponte Primosole della prima metà del V secolo a.C.
Nel secondo salone sono esposte le collezioni provenienti dal centro di Adranon, l'antica città fondata da Dionigi di Siracusa  intorno al 400 a.C. sui cui resti è sorta la moderna città di Adrano: vasi vascolari, statuette di terracotta rappresentanti divinità, utensili di uso quotidiano. Un posto particolare è concesso al bellissimo busto di divinità femminile di terracotta, riconducibile al V secolo a.C.

Sempre al primo piano si ammira la Cappella del Castello, all'interno della quale sono ospitate le collezioni numismatiche, custodite in otto monetieri, teste marmoree, tra cui spicca un ritratto virile dell'età imperiale, ed altri oggetti databili dal periodo romano fino all'età tardo medievale.
Sono presenti infine la pinacoteca "Sangiorgio Gualtieri", collezioni etnoantropologiche, raccolte librarie, insieme al pregevole fondo Imbarrato, e un archivio storico.